# Bulbophyllum melinanthum
Bulbophyllum melinanthum là một loài phong lan thuộc chi Bulbophyllum.